# Google Energy
Google Energy LLC es una compañía subsidiaria de Google, que fue creada para reducir los costos de consumo de energía del Grupo Google, que ascienden a 2,5 millones de dólares, y subsecuentemente producir y vender energía limpia. 

## Operaciones
Para el 2007, Google había invertido cientos de millones de dólares en proyectos de energía eólica, solar, termosolar y geotérmica, incluyendo un proyecto piloto de una instalación solar de 1,6 MW.

## Autorización para comprar y vender energía
En febrero de 2010 la Comisión Federal Reguladora de Energía de Estados Unidos (FERC, en inglés) le extendió a Google una autorización para operar en el mercado de energía.